# Juliusbanner

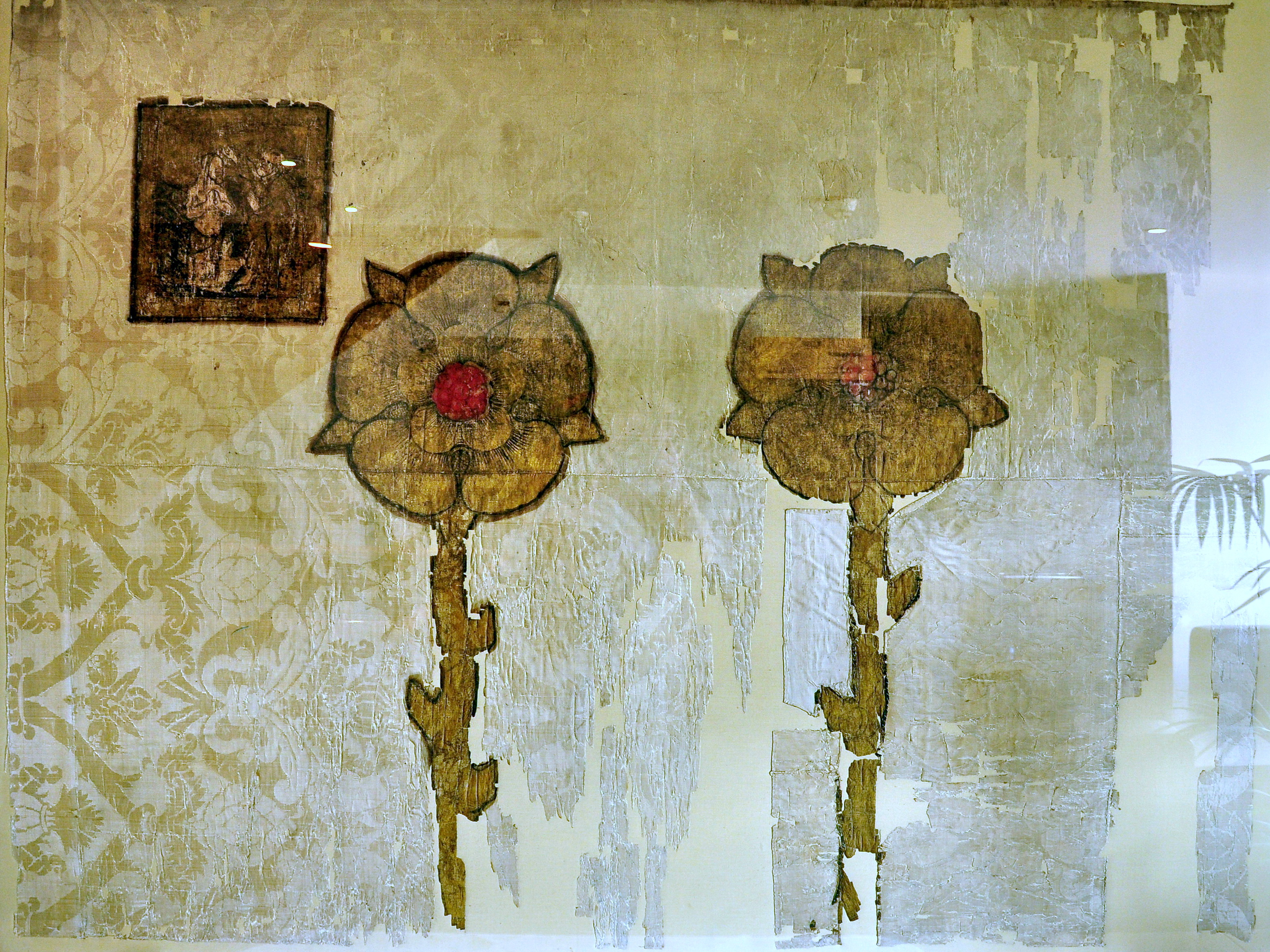
Juliusbanner von Rapperswil. Die Wappenbesserung in diesem Banner besteht darin, dass die beiden Rosen in Gold statt in Rot dargestellt werden. Das Zwickelbild zeigt die Taufe Jesu.

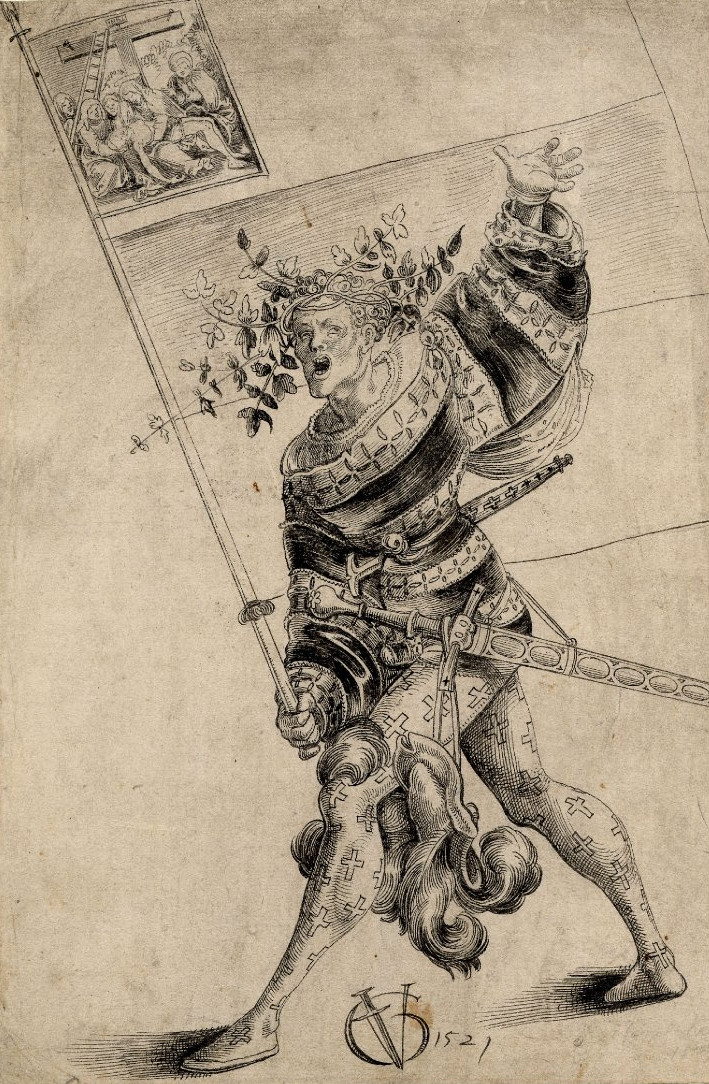
Träger des Juliusbanners von Zug, Zeichnung von Urs Graf, datiert 1521. Das Banner ist mit einem Zwickelbild der Abstieg vom Kreuz.

Die Juliusbanner sind kunstvolle Seidenbanner, die 1512 durch Papst Julius II. an die Kantone und andere Einheiten der Alten Eidgenossenschaft verliehen wurden, in Anerkennung der Unterstützung, die er von Schweizer Söldnern im Krieg der Liga von Cambrai (1508–1510) im «Grossen Pavier-Feldzug» erhielt.
Die Schweizer Einheiten konnten die französischen Streitkräfte am 14. Juni dazu zwingen, Pavia zu verlassen. Als Belohnung für diese Leistung gewährte Julius den Schweizern am 5. Juli den Titel Ecclesiasticae libertatis defensores und gab ihnen zwei grosse Spruchbänder, nebst einem gesegneten Schwert und Hut.
Die Juliusbanner selbst wurden vom päpstlichen Legaten Matthäus Schiner übergeben.
Dieses Geschenk war für die Empfänger von beträchtlichem Prestige. Das galt besonders für das gesegnete Schwert und den Hut, der zuvor nur Königen und Fürsten verliehen worden war, während die Schweizer noch als nicht ganz souverän, sondern als Untertanen des Heiligen Römischen Kaisers galten.
Die Schweizer Chronisten der Zeit schilderten ausführlich die Gaben, und es wurde wahrscheinlich noch 1512 ein grosser Holzschnitt in Auftrag gegeben, der die päpstlichen Fahnen, das Schwert und den Hut zeigt, umgeben von sechzehn Fahnenträgern, welche die Juliusbanner der zwölf Bezirke tragen, plus diejenigen von Appenzell, Wallis, St. Gallen und Chur.
Brantôme kommentierte später aus einem französischen Gesichtspunkt die «übermässige Schmeichelei und Eitelkeit», die den Schweizern hier zuteilwurde, angesichts ihrer vernichtenden Niederlage gegen die Franzosen nur drei Jahre später, bei der Schlacht von Marignano.
Die Banner waren gefertigt aus der teuren Damastseide und enthalten Wappenbesserungen und in der Gösch ein Zwickelbild, ein Bild, das in Handarbeit von wertvollem Faden gemacht wird und eine religiöse Szene zeigt.
Einige der Begünstigten erhielten zunächst das «Bannerrecht», das Recht, Truppen unter ihrem eigenen Banner zu erheben. Nach der Schweizer Reformation, als Teil der Rekatholisierungsbemühungen nach dem Zweiten Kappelerkrieg wurde dieses Recht für die Freien Ämter aufgehoben, und das Juliusbanner konfisziert.

## Empfänger
Die vollständige Liste der Empfänger wurde nicht aufgezeichnet und wurde von modernen Historikern rekonstruiert.
Trotz der sechzehn Banner, die im Holzschnitt von 1512 abgebildet sind, scheint es eine wesentlich grössere Zahl gegeben zu haben, da die Banner den Kantonen des Bündnisses nicht so besonders präsentiert wurden wie jenen Gebieten, die Söldnereinheiten in den Pavia-Feldzug schickten.
Die überragende Qualität der kantonalen Banner war jedoch nicht gleich jener der den Partnern verliehenen Bannern; ihre Zwickelbilder sind meistens gemalt anstatt in kostspieliger Handarbeit gestickt. Eine Ausnahme ist das Banner von Saanen, das in der gleichen Qualität wie die Kantonsbanner hergestellt wurde. Eine Ehre, die vermutlich auf die Tatsache zurückzuführen ist, dass der Kaplan von Schiner, Hans Huswürt, aus der Stadt stammte.
Hecht (1973) gibt eine Liste von 42 Empfängern und argumentiert, dass nach einem venezianischen Beobachter 42 Schweizer Kontingente an der Pavia-Kampagne teilgenommen haben, weshalb diese Liste wahrscheinlich die vollständige sei. Die 42 von Hecht aufgeführten Empfänger sind:
Orte der Eidgenossenschaft
- Zürich
- Bern
- Luzern
- Uri
- Schwyz
- Unterwalden (Obwalden)
- Nidwalden[7]
- Zug
- Glarus
- Basel
- Freiburg
- Solothurn
- Schaffhausen

Zugewandte Orte
- Appenzell (1513 Beitritt als Dreizehnter Ort)
- Alte Landschaft der Fürstabtei St. Gallen
- Stadt St. Gallen
- Stadt Chur (Gotteshausbund)
- Grauer Bund
- Zehngerichtebund
- Wallis
- Stadt Mülhausen
- Stadt Biel
- Stadt Rottweil
- Landschaft Saanen[8]

Herrschaften und Untertanengebiete
- Stadt Baden (Gemeine Herrschaft)
- Stadt Bremgarten (Gemeine Herrschaft)
- Stadt Diessenhofen (Gemeine Herrschaft)
- Stadt Frauenfeld (Gemeine Herrschaft)
- Stadt Mellingen (Gemeine Herrschaft)
- Stadt Rapperswil (Protektorat der Eidgenossenschaft)
- Stadt Willisau (unter Luzerner Herrschaft)
- Stadt Winterthur (unter Zürcher Herrschaft)
- Stadt Stein am Rhein (unter Zürcher Herrschaft)
- Landgrafschaft Thurgau  (Gemeine Herrschaft)
- Grafschaft Sargans (Gemeine Herrschaft)
- Freie Ämter (Gemeine Herrschaft)
- Grafschaft Kyburg (Untertanengebiet von Zürich)
- Rothenburg (Untertanengebiet von Luzern)
- Ruswil  (Untertanengebiet von Luzern)
- Grafschaft Toggenburg (Untertanen der  Fürstabtei St. Gallen)
- Herrschaft Elgg
- Die Untertanen des Bischofs von Konstanz im Thurgau

Die Banner von Nidwalden und Mülhausen waren nicht Teil des ursprünglichen Geschenks von Schiner. Unterwalden hatte ein einzelnes Banner erhalten, das in Obwalden gehalten wurde.
Sowohl Nidwalden als auch Mülhausen beklagten sich beim Papst, von ihm ausgelassen worden zu sein, und erhielten ihre Banner direkt vom Papst. Das Nidwalden-Banner hatte eine entlang seiner Kante laufende Inschrift, gemäss welcher die Leute von Nidwalden bereits im Jahre 388 für Papst Anastasius gekämpft und bei dieser Gelegenheit ihr ursprüngliches Banner erhalten hätten.

## Überlieferte Exemplare
Rund die Hälfte dieser Banner ist ganz oder teilweise erhalten.
Nur vier Banner sind in gutem, unbeschädigtem Zustand. Daneben sind eine Anzahl von zwischen rund 15 bis 20 Banner in beschädigtem oder fragmentarischem Zustand erhalten, in einigen dieser Fälle ist es unklar, ob es sich dabei um das Original, um eine Kopie oder um eine spätere Fälschung handelt.
Gut konserviert sind die Originale von
- Zürich (im Landesmuseum Zürich),
- Schwyz (im Bundesbriefmuseum),
- Uri (im Rathaus Altdorf)
- Obwalden (im Historischen Museum Obwalden)[10]
- Luzern (im Museum Luzern).

Ebenfalls von Durrer (1907/8: 352) als Originale bezeichnet werden die beschädigten Exemplare von
- Biel,
- Saanen,
- St. Gallen (Stadt),
- St. Gallen (Abtei),
- Diessenhofen,
- Frauenfeld und
- Rothenburg.

Ebenfalls erhalten sind die Banner von
- Nidwalden (nur das Seidentuch mit Randinschrift ist erhalten, der Goldfaden wurde 1802 geplündert), im Rathaus Stans,[11]
- Solothurn, im Alten Zeughaus,[12]
- Toggenburg, im Rathaus Lichtensteig,[13]
- Rapperswil, im Rathaus Rapperswil,
- Frauenfeld, aufbewahrt im Historischen Museum des Kantons Thurgau,[14]
- Saanen, Bernisches Historisches Museum[15][16]

Beschädigt erhalten sind:
- Freiburg; etwa die Hälfte seines Tuches und des Zwickelbildes sind erhalten.[17]
- Bern; nur das Zwickelbild erhalten.

Von Durrer nicht erwähnt sind:
- Stein am Rhein (beschädigt, Restauration 1975)[18]
- Glarus (Ort nicht angegeben).[19]

Die Stadt Basel hatte sofort eine Kopie des Banners in Auftrag gegeben; sowohl das Original als auch die Kopie sind verloren, aber das Zwickelbild der Kopie ist erhalten. Eine Kopie des Mellinger Banners ist im Ortsarchiv Mellingen,
Das erhaltene Willisauer Banner ist eine Kopie aus dem 17. Jahrhundert. Von einigen Bannern ist auch überliefert, wann sie zerstört wurden. So wurde das Banner des Zehngerichtebundes am 4. September 1622 von Österreichern geraubt und "zu Kniebändern zerschnitten"; das Rottweiler Banner fiel vermutlich 1696 dem Kirchenbrand von Heilig-Kreuz zum Opfer.
Unbekannt ist der Verbleib der Banner für  Baden, Mellingen, Kyburg, Ruswil, Freiamt, Sargans, Toggenburg und für Gotteshausleute von Konstanz. Aus Bremgarten überlebt eine Gebrauchskopie aus dem 16. Jahrhundert, aus Mellingen eine Gebrauchskopie von um 1700.